# Kai Hahto
Kai Hahto (ur. 31 grudnia 1973 w Vaasa) – fiński perkusista. Kai Hahto znany jest przede wszystkim z występów w melody death metalowym zespole Wintersun, którego jest członkiem od 2004 roku. Od 2009 roku występuje w grupie Swallow the Sun. Wcześniej, w 2007 roku współpracował z tym że zespołem jako muzyk koncertowy. Od 2013 roku jest członkiem formacji Trees of Eternity. Hahto grał także w zespołach Vomiturition, Wings, Arthemesia, Cartilage, Enochian Crescent oraz Rotten Sound.
W 2014 roku podjął współpracę z zespołem Nightwish, w którym zastąpił Jukkę Nevalainena borykającego się z problemami zdrowotnymi. W roku 2019 zespół na swoim fanpage poinformował fanów, że Hahto oficjalnie zajął miejsce poprzedniego perkusisty.
Muzyk jest endorserem instrumentów firm Pearl i Meinl.

## Wybrana dyskografia
- Swallow the Sun - New Moon (2009, Spinefarm Records)[15]
- Nightwish - Imaginaerum (2011, Nuclear Blast; gościnnie)[16]
- Swallow the Sun - Emerald Forest and the Blackbird (2012, Spinefarm Records)[17]
- Nightwish - Endless Forms Most Beautiful (2015, Nuclear Blast; sesyjnie)[18]